# 歐健兒
歐健兒（Au Kin Yee），女，香港電影及電視編劇。曾就讀潔心林炳炎中學，出身自無綫電視，現為香港著名电影团队“银河映像”编剧成员之一。
自銀河影像於1996年成立以來，她一直都是公司的中堅份子，也是杜琪峰及韋家輝的得力助手，她與其他編劇如司徒錦源、葉天成、游乃海等人合作無間，創作不少受歡迎的電影作品，如《暗戰2》、《大隻佬》、《PTU》、《柔道龍虎榜》等電影作品。
當中《大隻佬》、《神探》和《智齒》分別獲得2004年、2008年和2022年香港電影金像獎最佳編劇。憑藉《PTU》、《柔道龍虎榜》和《奪命金》分別獲得2003年、2004年和2012年金馬獎最佳原著劇本獎。憑藉《智齒》獲得2022年金馬獎最佳改編劇本獎。憑藉《大隻佬》、《神探》、《再生號》和《奪命金》分別獲得2004年、2008年、2010年和2012年香港電影評論學會大獎最佳編劇獎。憑藉《神探》獲得第2屆亞洲電影大獎最佳編劇獎。

## 編劇列表

### 電視劇（無綫電視）
- 1992年：《巨人》
- 1995年：《白髮魔女傳》
- 1995年：《萬里長情》
- 1996年：《廉政行動組》
- 1997年：《濟公》
- 1997年：《隱形怪傑》
- 1997年：《真命天師》
- 1998年：《外父唔怕做》
- 1998年：《離島特警》
- 1998年：《陀槍師姐》
- 1998年：《冤家宜結不宜解》
- 1999年：《非常保鑣》
- 1999年: 《創世紀》

### 電視電影（無綫電視）
- 1992年：《情危夜合花》

### 電影作品
- 2001年：《瘦身男女》(編劇助理)
- 2001年：《暗戰2》
- 2002年：《我左眼見到鬼》
- 2002年：《嚦咕嚦咕新年財》
- 2003年：《PTU》
- 2003年：《大隻佬》
- 2003年：《向左走·向右走》
- 2003年：《百年好合》
- 2004年：《鬼馬狂想曲》、《柔道龍虎榜》、《龍鳳鬥》
- 2005年：《喜馬拉亞星》
- 2006年：《最愛女人購物狂》
- 2007年：《神探》、《鐵三角》、《跟蹤》
- 2009年：《再生號》
- 2011年：《奪命金》
- 2017年：《骨妹》[2]
- 2020年：《七人樂隊》
- 2021年：《智齒》
- 2023年：《命案》（故事）
- 2024年：《九龍城寨之圍城》